# Afire Love
"Afire Love" là bài hát của ca sĩ-nhạc sĩ người Anh Ed Sheeran. Bài hát được sản xuất bởi Johnny McDaid của Snow Patrol. Nó được phát hành dưới dạng tải nhạc kĩ thuật số "instant-grat" lên iTunes Store vào ngày 16 tháng 6 năm 2014, và là đĩa đơn quảng bá thứ ba trong album thứ hai của anh, x (2014). Bài hát xuất phát trên bảng xếp hạng UK Singles Chart ở vị trí thứ 71 và đạt cao nhất ở vị trí thứ 59.

## Bối cảnh, phát hành và đón nhận
Bài hát nói về người ông quá cố của Ed Sheeran bị bệnh Alzheimer trong suốt 20 năm. Ông mất chỉ vài tuần sau khi Ed Sheeran bắt đầu sáng tác ca khúc, cho nên bài hát đã được sửa đổi lại cho phù hợp hoàn cảnh và nói về suy nghĩ của anh từ khi còn nhỏ về căn bệnh cho tới khi diễn ra lễ tang (nơi Ed Sheeran hoàn thành việc viết ca khúc). Bài hát lấy mẫu từ ca khúc "Remembering Jenny" của Christophe Beck, trích từ nhạc phim Buffy the Vampire Slayer.
Sheeran thu âm cho "Afire Love" tại phòng thu Cocoloco ở Los Angeles, cũng như hai phòng thu Sphere và Metropolis ở Luân Đôn. Bài hát được thành viên Johnny McDaid của Snow Patrol sản xuất, và engineering bởi McDaid và Geoff Swan. Bản ballad được đệm piano và mang nhịp điệu "mạnh".
Bài hát được phát hành dưới dạng tải nhạc kĩ thuật số "instant-grat" trên iTunes Store vào ngày 16 tháng 6 năm 2014, đóng vai trò là đĩa đơn quảng bá của album x.
Bài hát đứng đầu trên bảng xếp hạng iTunes tại Hoa Kỳ. Bài hát xuất hiện trên UK Singles Chart ở vị trí thứ 71 và leo lên tới vị trí số 59.
Neil McCormick của The Daily Telegraph miêu tả "Afire Love" là một bản "đồng khúc mang tính ngợi ca".

## Nhân sự
Credit từ liner notes của album x:
| - Giọng hát – Ed Sheeran - Sáng tác – Sheeran, Johnny McDaid và Foy Vance - Sản xuất – McDaid - Engineering – McDaid và Geoff Swan - Mixing – Mark "Spike" Stent - Mastering – Stuart Hawkes - Sử dụng nhạc mẫu từ "Remembering Jenny" sáng tác bởi Christophe Beck cho Buffy The Vampire Slayer | - Guitar – Sheeran - Guitar, bass, giọng bè, bộ gõ, piano, programming và đàn organ Hammond – McDaid - Trống – Geoff Leaa - Bộ dây trực tiếp – Davide Rossi - Giọng bè – Foy Vance - Giọng phụ và dàn gõ – Coco Arquette, Courtney Cox và Eamon Harkin |

## Xếp hạng
| Bảng xếp hạng (2014)                   | Vị trí cao nhất |
| -------------------------------------- | --------------- |
| Bỉ (Ultratop 50 Flanders)              | 46              |
| Bỉ (Ultratop 50 Wallonia)              | 44              |
| Canada (Canadian Hot 100)              | 41              |
| Đan Mạch (Tracklisten)                 | 5               |
| Châu Âu Digital Song Sales (Billboard) | 5               |
| Pháp (SNEP)                            | 37              |
| Ireland (IRMA)                         | 82              |
| Ireland (Ireland Digital Songs)        | 2               |
| Hà Lan (Single Top 100)                | 38              |
| Bồ Đào Nha (Portugal Digital Songs)    | 9               |
| Tây Ban Nha (PROMUSICAE)               | 40              |
| Thụy Điển (Sweden Digital Songs)       | 5               |
| Anh Quốc (Official Charts Company)     | 59              |
| Hoa Kỳ Billboard Hot 100               | 37              |